# エーダム・ヴィルヘルム・モルトケ
アウグスト・エーダム・ヴィルヘルム・モルトケ伯爵（デンマーク語: August Adam Wilhelm lensgreve Moltke、1785年8月25日 - 1864年2月15日）は、デンマークの首相（在任：1848年 - 1852年）。デンマークの立憲君主制は1848年に成立して、1849年6月5日にデンマーク王フレデリク7世が署名したデンマーク王国憲法で正式に定められたが、モルトケは立憲君主制下で初代首相を務めた。

## 生涯
エーダム・ヴィルヘルム・モルトケは1810年から1814年まで首相を務めたヨアキム・ゴスケ・モルトケの息子として、1785年8月25日にフュン島のイーイビェアゴーで生まれた。父方の祖父はフレデリク5世の宮内長官エーダム・ゴトロプ・モルトケだった。
農業の改革者クリスチャン・コルビャアンスンの影響を受けて法律家の道を諦めて国政に関わるようになり、1831年にはヨハン・スィーギスモント・フォン・ムスティングの後を継いで財務相に就任した。1848年にクリスチャン8世が死去したときには国務会議の傑出した成員の1人であり、同年の憲法危機では古い時代と新しい時代の架け橋になれると目された。デンマークの最後と最後から2番目の絶対君主（フレデリク6世とクリスチャン8世）の名高い臣下であった者が民衆の扇動者を入閣させ（第一次モルトケ内閣）、その内閣を自発的に率いたという事実が新政府に安定性と信頼を与え、彼が財務相に留任したことは戦争中のデンマークに安全を与えた。
第二次モルトケ内閣の最中である1849年6月5日に憲法が制定された。1851年7月の第三次モルトケ内閣でも留任したが、デンマークを（人的同君連合から）単一の王国にする勅令に同意できないとして1852年1月27日に辞任した。以降もランスティング（デンマークの上院）の議員に留まったが、表面には出なくなった。1855年10月2日に諮問機関であるリクスロズ（枢密院）の顧問官に選出され、1863年まで務めた。1864年2月15日、コペンハーゲンで死去した。ファクセのカリーセ教会にあるモルトケ・チャペルに埋葬された。

## 家族
モルトケは2度結婚した。1度目の妻はフレゼリゲ・ルイーセ・クヌート（Frederikke Louise Knuth、1797年 - 1819年）で、彼女の死後にその姉マリーイ・イリサベト・クヌート（Marie Elisabeth Knuth、1791年 - 1851年）と結婚した。1度目の結婚では子供をもうけなかったが、2度目の結婚では2男をもうけた。
- フレデリク・モルトケ（デンマーク語版）（1825年 - 1875年）
- クリスチャン・モルトケ（デンマーク語版）（1833年 - 1918年）